# Associació de Dones Periodistes de Catalunya
La Associació de Dones Periodistes de Cataluña (ADPC) es una asociación profesional de mujeres periodistas española de ámbito catalán que agrupa a mujeres que trabajan en los medios de comunicación y tiene como objetivo el reconocimiento de la igualdad profesional de las periodistas. La APDC fue la primera asociación de mujeres periodistas creada en España. Aprobó sus Estatutos el junio de 1992. Desde 2019 la organización está presidida por Marta Corcoy.

## Objetivos
Entre los objetivos del ADPC se encuentranː
- la mejora de la situación profesional de las periodistas.
- la organización de encuentros y actividades dirigidas al conocimiento y la defensa de sus derechos en el ámbito profesional.
- la difusión de aquellos hechos y acontecimientos que afecten a la mujer en el ámbito de la comunicación social, para coordinar respuestas.
- la creación de vínculos con otras asociaciones/entidades con fines similares, en el ámbito del Estado e internacional.
- la difusión de las conclusiones de los encuentros a las instituciones con responsabilidad específica y a la opinión pública.
- la edición de un boletín y/o revista para informar de las actividades de la Asociación y otros temas sobres las mujeres y los medios de comunicación.
- el fomento del interés de las mujeres periodistas para acceder a cargos de responsabilidad.

## Presidentas

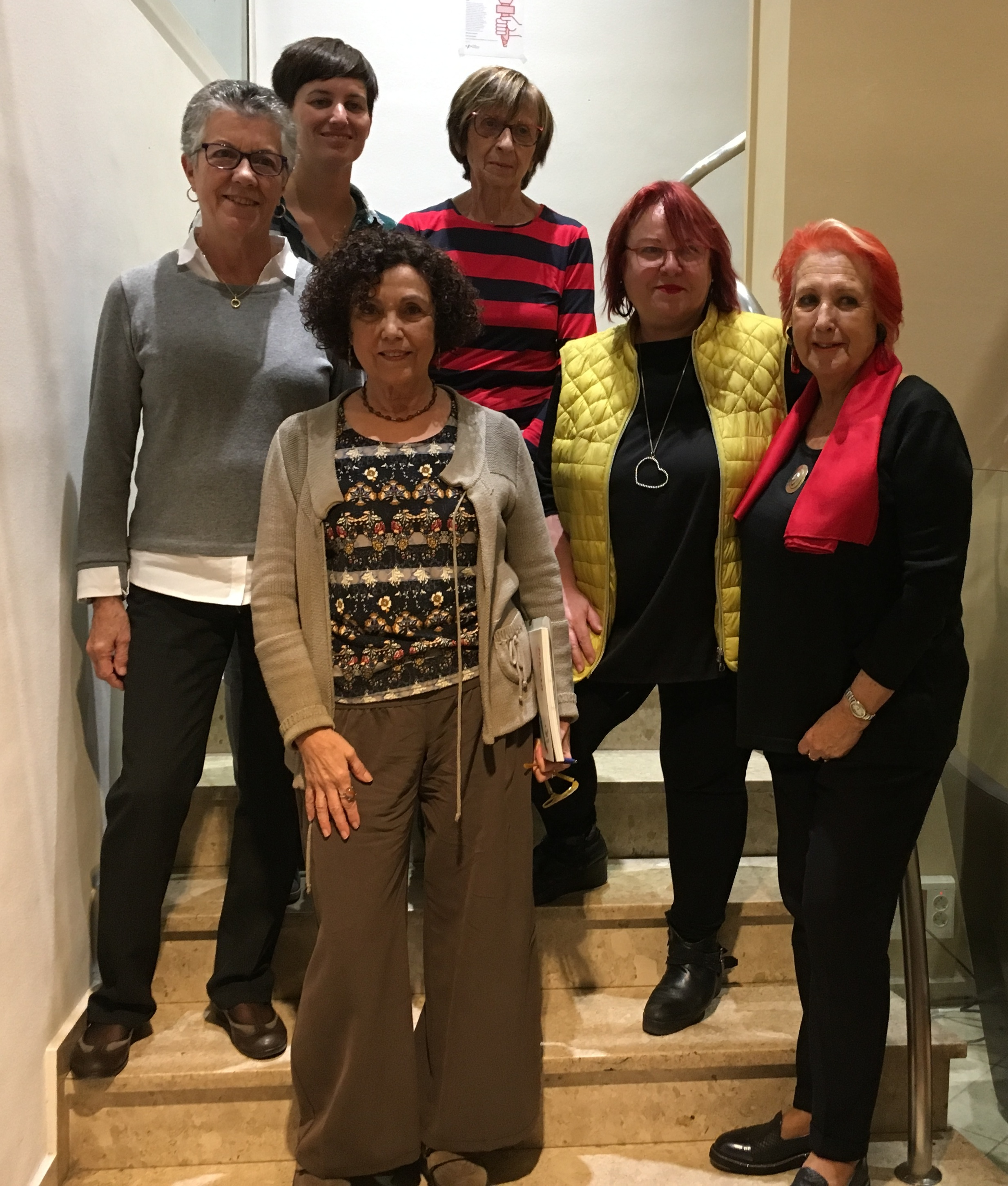
Conmemoración de los 25 años de ADPC: Elvira Altés, Montserrat Minobis, Rosa María Calaf, María Eugenia Ibáñez, Montserrat Boix, June Fernández

- Montserrat Minobis (1992-2001)
- Elvira Altés (2001-2003)
- Montserrat Puig (2003-2010)
- Carme Freixa (2010-2012)[7]
- Carolina Barber (2012-2016)
- Mavi Carrasco (2016 - 2019)
- Marta Corcoy (2019[4] - Actual)

## Revista Dones
De 2001 a 2009 la ADPC publicó la revista "Dones" en catalán, dirigida por la periodista Elvira Altés, sobre con entrevistas y reportajes sobre diferentes aspectos del periodismo con perspectiva de género.
Desde 2010 mantiene la publicación digital "Dossier Dones" de periodicidad semestral.

## Vinculaciones
El ADPC, creada en el seno del Colegio de Periodistas de Cataluña está vinculada a la Red Europea de Mujeres Periodistas, en cuya fundación colaboró y de la cual forma parte desde 1993. Mantiene contactos con otras redes de periodistas de Europa y con asociaciones de mujeres periodistas de Francia, Alemania, Inglaterra e Italia. Desde el año 2005 es miembro fundadora de la Red Internacional de Mujeres Periodistas y Comunicadoras.

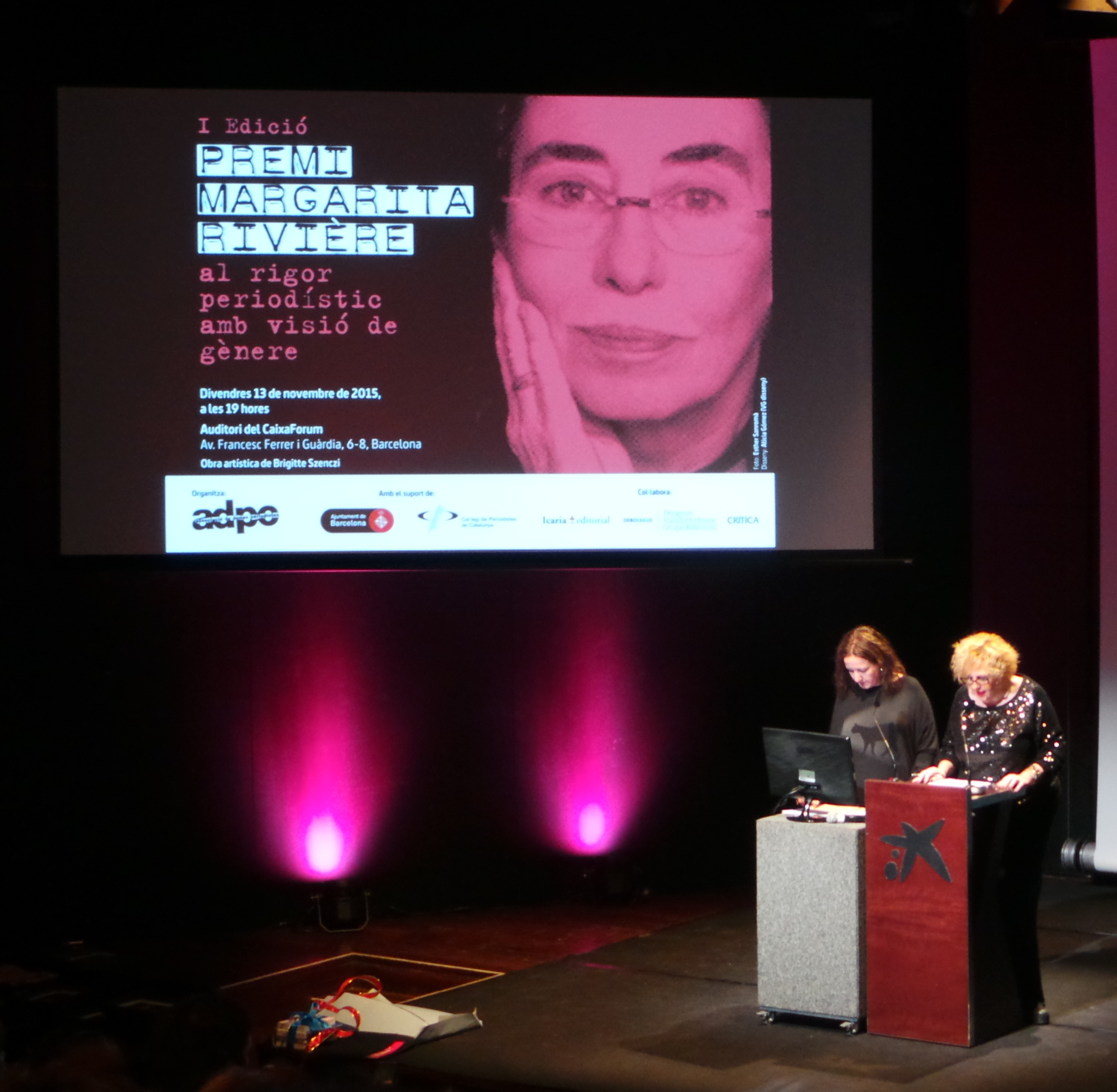
I ceremonia de la entrega del premio Margarita Rivère en 2015

## Premios de Comunicación no Sexista
La Asociación de Mujeres Periodistas de Cataluña (ADPC) desde el 1993 hace entrega de los Premios de Comunicación no Sexista.

## Premio Margarita Rivière
Y desde 2015 concede el Premio Margarita Rivière al rigor periodístico con visión de género, en memoria de la periodista barcelonesa Margarita Rivière Martí (Barcelona, 1944-2015). Este Premio tiene como objetivo reconocer el trabajo de excelencia periodística de un/a periodista que haya destacado por su rigor, independencia y visión de género.
En la primera edición del premio en 2015 recibió el premio la periodista Milagros Pérez Oliva. En 2016 la galardona fue Soledad Gallego Díaz.